# جو داف
جو داف (انگلیسی: Joe Duff؛ ۱ مه ۱۹۱۳ – ۱۹۸۵) بازیکن فوتبال بود.